# Andreas Lauritz Thune

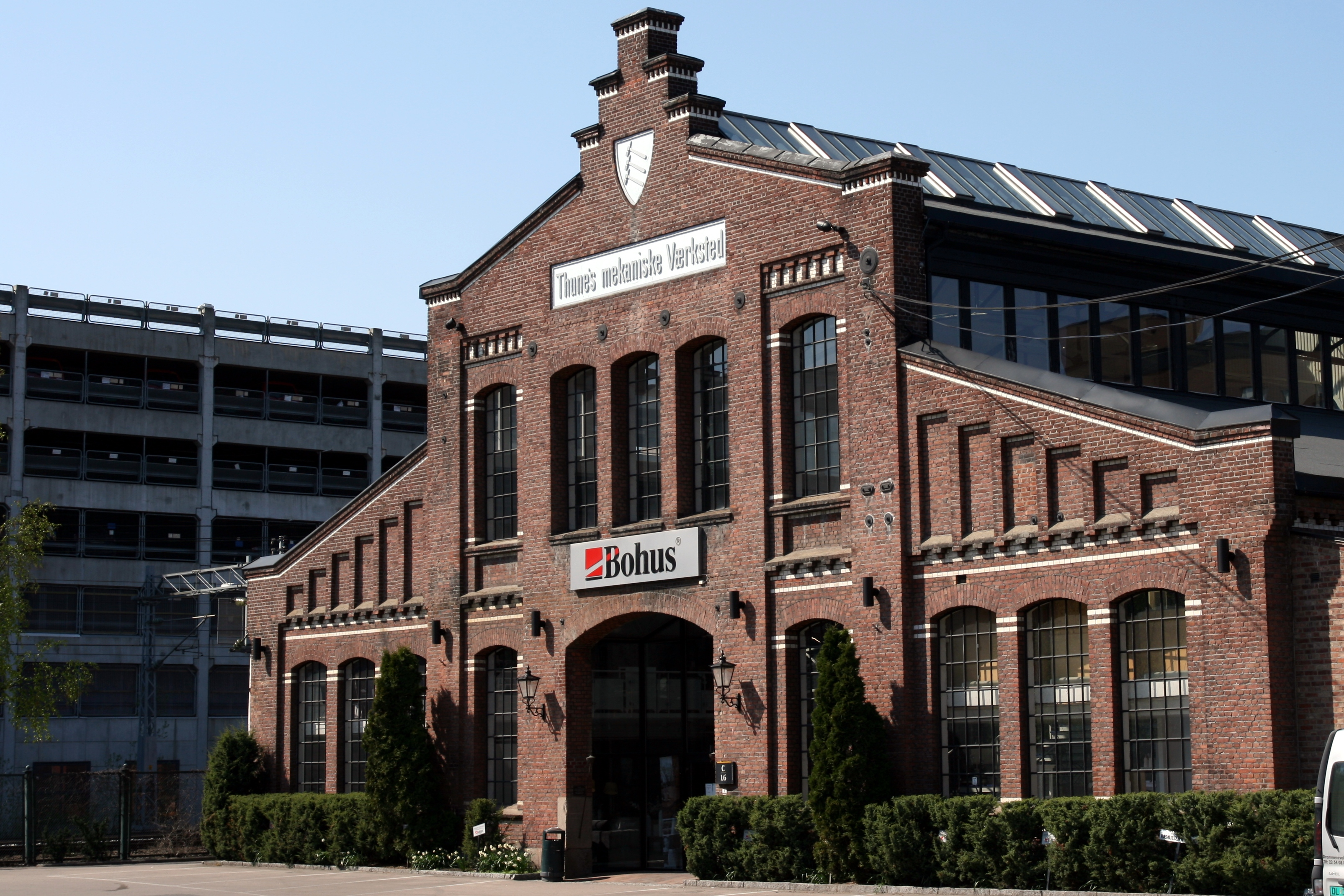
En av de gamla industribyggnaderna

Andreas Lauritz Thune, född 9 april 1848 i Drammen, död 20 april 1920 i Vestre Aker vid Kristiania, var en norsk ingenjör och industriman.
Thune utbildade sig på Hortens tekniska skola och vid faderns smidesverkstad i Kristiania, som han övertog 1871 och som under hans ledning expanderade betydligt. Denna övertogs 1902 av A/S Thunes mekaniske verksted med Thune som huvudägare och chef samt flyttades 1903 till Skøyen station utanför stadsgränsen. Huvudprodukter var alla slag av ångmaskiner och ångpannor samt lokomotiv. 
Thune var ledamot av utställningskommittéerna i Kristiania 1883, Antwerpen 1885, Köpenhamn 1888 (ordförande), Stockholm 1897 (vice ordförande) och deltog som ledamot av huvudkommittén i förberedelsen av minnesutställningen 1914. Han var med att stifta Den Norske Fællesforening for Haandværk og Industri och grundlade 1889 Norske mekaniske verksteders forening, vartill han under en lång följd av år tillhörde de bärande krafterna i Den norske haandverks- og industriforening, vars ordförande han var 1899–1900.